# タチアナ・リャブキナ
タチアナ・リャブキナ（Tatiana Ryabkina、Татьяна Юрьевна Рябкина、1980年5月13日 - ）は、ロシアのオリエンテーリング選手。モスクワ生まれで、現在はノヴゴロドに在住している。旧姓はPereliaeva。

## ジュニア時代
ジュニア世界選手権（JWOC）にはじめて出場したのは1996年のルーマニア大会のことであり、リレー種目で3位入賞を果たす。またその後1998年と1999年に金メダルを1枚ずつ獲得すると、2000年には2種目制覇を果たし、合計で4枚の金メダルを獲得するなど、ジュニア時代に華々しい成績を残している。

## シニア選手として
世界選手権（WOC)ではこれまで計4枚のメダルを獲得しているが、いずれも金メダルではなく、ジュニア時代に比べるとやや華やかさには欠けるが、ワールドカップの各レースでは顕著な成績を収めることも多く、またヨーロッパ選手権（EOC）では抜群の強さを発揮、金メダル1枚を含む8枚のメダルをこれまでに獲得している。ロシアを代表する女子オリエンテーリング選手である。
また、2007年には所属するスウェーデンのクラブ、Hellasを伝統ある有名なリレー大会Tiomilaにおいてアンカーとして優勝に導いたことも特筆すべき事項である。2013年11月11日時点での世界ランキングは9位となっている。